# الدوري الكرواتي الدرجة الثانية 2001–02
الدوري الكرواتي الدرجة الثانية 2001–02 (بالكرواتية: 2. HNL 2001./02.)‏ هو الموسم 11 من الدوري الكرواتي الدرجة الثانية ‏. أشرف على تنظيمه اتحاد كرواتيا لكرة القدم، وكان عدد الأندية المشاركة فيه 32، وفاز فيه HNK Vukovar '91 ‏.